# 巴滕斯克羅斯羅茲 (阿拉巴馬州)
巴滕斯克羅斯羅茲（英語：Battens Crossroads）是一個位於美國阿拉巴馬州科菲縣的非建制地區。該地的面積和人口皆未知。

## 地理
巴滕斯克羅斯羅茲的座標為31°15′40″N 85°53′24″W / 31.26111°N 85.89°W，而該地最高點為海拔高度105米（即344英尺）。